# Ngara Hill
Ngara Hill är ett berg i distriktet Dowa i Central Region i Malawi. Ngara Hill, samt det 2 272 hektar stora skogsområdet kring berget har varit ett naturskyddsområde sedan 1958.